# Kang Young-mi
Kang Young-mi –en hangul, 강영미– (Inchon, 1 de març de 1985) és una esportista sud-coreana que competeix en esgrima, especialista en la modalitat d'espasa.
Va participar en dos Jocs Olímpics d'Estiu en els anys 2016 i 2020, i hi va obtenir una medalla de plata a Tòquio 2020 en la prova per equips.
A més, va guanyar tres medalles (1 d'or) en els Campionats Mundials d'Esgrima, totes en la prova per equips i 11 medalles (6 d'or) en els Campionats d'Àsia.

## Palmarès internacional
| Jocs Olímpics     | Jocs Olímpics         | Jocs Olímpics | Jocs Olímpics     |
| Any               | Lloc                  | Medalla       | Prova             |
| ----------------- | --------------------- | ------------- | ----------------- |
| 2020              | Tòquio ( Japó)        | 2             | Espasa per equips |
| Campionat del món |                       |               |                   |
| Any               | Lloc                  | Medalla       | Prova             |
| 2018              | Wuxi ( Xina)          | 2             | Espasa per equips |
| 2022              | El Caire ( Egipte)    | 1             | Espasa per equips |
| 2023              | Milà ( Itàlia)        | 3             | Espasa per equips |
| Campionat d'Àsia  |                       |               |                   |
| Any               | Lloc                  | Medalla       | Prova             |
| 2015              | Singapur              | 1             | Espasa per equips |
| 2016              | Wuxi ( Xina)          | 3             | Espasa individual |
| 2016              | Wuxi ( Xina)          | 1             | Espasa per equips |
| 2017              | Hong Kong             | 1             | Espasa individual |
| 2017              | Hong Kong             | 2             | Espasa per equips |
| 2018              | Bangkok ( Tailàndia)  | 2             | Espasa individual |
| 2018              | Bangkok ( Tailàndia)  | 3             | Espasa per equips |
| 2019              | Tòquio ( Japó)        | 3             | Espasa individual |
| 2019              | Tòquio ( Japó)        | 1             | Espasa per equips |
| 2022              | Seül ( Corea del Sud) | 1             | Espasa per equips |
| 2023              | Wuxi ( Xina)          | 1             | Espasa per equips |